# Bâillement matinal
Bâillement matinal est un tableau expressionniste du peintre norvégien Edvard Munch,.

## Description
Une femme nue est assise sur le coin de son lit. Elle bâille.